# Jens Jacobsson
Jens Jacobsson, född 20 mars 1990, är en svensk fotbollsspelare som spelar för Enskede IK.

## Karriär
Jacobssons moderklubb är Sollentuna Fotboll. Han började sin seniorkarriär i Vasalunds IF, dit han kom som 14-åring. I december 2013 skrev han på ett tvåårskontrakt med Assyriska FF.
I februari 2016 värvades Jacobsson av norska Tromsø IL, där han skrev på ett treårskontrakt. I juli 2016 gick Jacobsson till Åtvidabergs FF på ett kontrakt säsongen ut. I december 2016 förlängde han sitt kontrakt med ett år.
I februari 2018 värvades Jacobsson av Akropolis IF. Inför säsongen 2021 skrev han på ett ettårskontrakt med Sollentuna FK. Inför säsongen 2022 gick Jacobsson till division 2-klubben IFK Stocksund. Inför säsongen 2023 gick han till Enskede IK.

## Karriärstatistik
| Klubb              | Säsong             | Liga                      | Liga    | Liga | Svenska cupen | Svenska cupen | Övrigt  | Övrigt | Totalt  | Totalt |
| Klubb              | Säsong             | Division                  | Matcher | Mål  | Matcher       | Mål           | Matcher | Mål    | Matcher | Mål    |
| ------------------ | ------------------ | ------------------------- | ------- | ---- | ------------- | ------------- | ------- | ------ | ------- | ------ |
| Vasalunds IF       | 2010               | Division 1 Norra          | 24      | 0    | 0             | 0             | —       | —      | 24      | 0      |
| Vasalunds IF       | 2011               | Division 1 Norra          | 26      | 5    | 3             | 0             | —       | —      | 29      | 5      |
| Vasalunds IF       | 2012               | Division 1 Norra          | 22      | 3    | 1             | 0             | —       | —      | 23      | 3      |
| Vasalunds IF       | 2013               | Division 1 Norra          | 18      | 1    | 2             | 0             | —       | —      | 20      | 1      |
| Vasalunds IF       | Totalt             | Totalt                    | 90      | 9    | 6             | 0             | —       | —      | 96      | 9      |
| Assyriska FF       | 2014               | Superettan                | 24      | 2    | 4             | 0             | 2       | 0      | 30      | 2      |
| Assyriska FF       | 2015               | Superettan                | 20      | 0    | 4             | 0             | —       | —      | 24      | 0      |
| Assyriska FF       | Totalt             | Totalt                    | 44      | 2    | 8             | 0             | 2       | 0      | 54      | 2      |
| Tromsø IL          | 2016               | Tippeligaen               | 0       | 0    | —             | —             | —       | —      | 0       | 0      |
| Åtvidabergs FF     | 2016               | Superettan                | 12      | 1    | 1             | 0             | —       | —      | 13      | 1      |
| Åtvidabergs FF     | 2017               | Superettan                | 24      | 0    | 3             | 0             | —       | —      | 27      | 0      |
| Åtvidabergs FF     | Totalt             | Totalt                    | 36      | 1    | 4             | 0             | —       | —      | 40      | 1      |
| Akropolis IF       | 2018               | Division 1 Norra          | 25      | 2    | 2             | 0             | —       | —      | 27      | 2      |
| Akropolis IF       | 2019               | Division 1 Norra          | 1       | 0    | 0             | 0             | —       | —      | 1       | 0      |
| Akropolis IF       | 2020               | Superettan                | 26      | 1    | 1             | 0             | —       | —      | 27      | 1      |
| Akropolis IF       | Totalt             | Totalt                    | 52      | 3    | 3             | 0             | —       | —      | 55      | 3      |
| Sollentuna FK      | 2021               | Ettan Norra               | 25      | 2    | 1             | 0             | —       | —      | 26      | 2      |
| IFK Stocksund      | 2022               | Division 2 Norra Svealand | 17      | 4    | 0             | 0             | —       | —      | 17      | 4      |
| Enskede IK         | 2023               | Division 2 Norra Svealand | 20      | 1    | 0             | 0             | —       | —      | 20      | 1      |
| Totalt i karriären | Totalt i karriären | Totalt i karriären        | 284     | 22   | 22            | 0             | 2       | 0      | 308     | 22     |

1. ↑  Nedflyttningskvalmatcher mot Örgryte IS.[13][14]